# The Miracle Maker
El hombre que hacía milagros o El señor de los milagros (título original en inglés The Miracle Maker, en ruso Чудотворец) es una película de animación estrenada en el año 2000 y que recurre a la técnica de la animación en stop motion. Coproducción ruso-galesa, está dirigida por Derek Hayes y Stanislav Sokolov y se centra en la vida de Jesús de Nazaret a través de los ojos de una niña pequeña. El doblaje original cuenta con las voces de Ralph Fiennes, Julie Christie y Richard E. Grant. La banda sonora incluye temas de Adiemus, de Karl Jenkins.

## Sinopsis
Séforis, Alta Galilea, en el año 30 Después de Cristo de la Imperio romano|dominación romana. Jairo llega a esta pequeña población acompañado por su hija Tamar para que la examine un médico. Como responsable de su sinagoga, Jairo es cordialmente recibido por su amigo Cleofás, pero el diagnóstico del doctor es sumamente dramático: su hija padece una enfermedad incurable.Tamar es una niña feliz que de pronto se fija en un joven carpintero que trabaja en las obras de la nueva sinagoga e interviene para salvar a María Magdalena del odio de la gente. Tamar no tarda en sentirse fascinada por este hombre, Jesús, que salva a la Magdalena y calma a los que la persiguen. Es el momento en que Cristo inicia su vida pública.